# 'Ndrina Tripodi
I Tripodi sono una 'ndrina di Vibo Valentia alleata dei Mancuso; hanno propaggini anche in Lombardia, nel Lazio e nel Veneto.

## Fatti recenti
- Il 23 maggio 2013 con l'operazione Atlantide, successivamente ribattezzata Lybra, vengono arrestati presunti esponenti dei Tripodi accusati di aver raccolto dei voti per esponenti politici, i quali non sono indagati, in cambio di appalti. A Padova sono state arrestate 20 persone tra cui molti imprenditori accusati di essere collusi con la cosca ed infine a Brescia vi è l'infiltrazione presso la società Medialink. Vengono ricostruite le azioni malavitose della cosca dal 2006 al 2012[1][2][3].

- Il 22 aprile 2014, la DDA di Catanzaro apre una inchiesta sul boss Nicola Tripodi che sarebbe stato assunto dalla società Gesti.Tel srl (appartenente per il 90% a RTL 102,5) senza lavorare. La DDA ha inoltre disposto perquisizioni e sequestri nella sede legale di Bergamo di RTL Radio S.r.l., ad Arcene (BG), Roma, Napoli e a Cologno Monzese[4].